# Ligne de produits
Pour les articles homonymes, voir Ligne.
Une ligne de produits correspond à un ensemble de produits d’une gamme regroupés en fonction de un ou plusieurs critères communs.